# 二分之一的友情
《二分之一的友情》（日語：ディア・フレンズ），2007年上映的日本電影。由北川景子主演。

## 概要
Yoshi的暢銷小說原作改編的青春電影。圍繞著孤獨的女高中生莉娜的記憶與天真的小學時代同班同學真希的友情故事。

## 工作人員
- 導演·編劇:兩澤和幸
- 原作:Yoshi 『二分之一的友情』（講談社文庫出版）
- 編劇:三浦有為子
- 音樂:藤原郁郎（日语：藤原いくろう）
- 主題曲:SOULHEAD（日语：SOULHEAD）「Dear Friends」
- 插曲:再见今日之日（日语：今日の日はさようなら） （作詞·作曲 金子詔一）
- 製作公司:東映東京攝影所
- 製作:「Dear Friends」製作委員会（東映/東映Video（日语：東映ビデオ）/星光堂/Big Shot/Stardust Pictures（日语：スターダストピクチャーズ）/Doubles）
- 發行商:東映

## 演員陣容
- 北川景子 莉娜
- 本假屋唯香 真希
- 黃川田將也 洋介
- 通山愛里
- 佐佐木麻緒
- 松嶋初音
- 大谷直子 護士長
- 野波麻帆 護士
- 仁科克基
- 根岸季衣
- 小林且彌
- 小市慢太郎 木下醫師
- 宮崎美子 加奈子
- 大杉漣 幸三
- 安田顯

## 外部連結
- 電影官方網站